# Jean Swidzinski
Jean Swidzinski (Saint-Pierre-des-Corps, 14 marzo 1925 – Grasse, 27 aprile 1992) è stato un cestista francese.

## Carriera
Con la Francia ha disputato i Campionati del mondo del 1950, e i Campionati europei del 1949, dove ha vinto la medaglia d'argento.

## Palmarès
- Campionato francese: 1

UA Marsiglia: 1947-48